# Alan Cunningham
Alan Gordon Cunningham (Dublín, Reino Unido 1 de mayo de 1887 - Royal Tunbridge Wells, 30 de enero de 1983), fue un general británico, que tuvo una importante contribución en la Campaña del Norte de África durante la II Guerra Mundial.
De 1938 a 1940 estuvo al mando de las fuerzas británicas en Kenia. En febrero de 1941 ocupó la Somalia italiana y en abril entró en Addis Abeba.
En 1941 y por breve tiempo, dirigió al VIII Ejército y preparó la tercera intentona inglesa para recuperar la Cirenaica, en manos de Erwin Rommel, el Zorro del desierto: la Operación Crusader.
Fue sustituido, a causa de sus vacilaciones frente al comandante en jefe de los Panzers, por el general Ritchie en noviembre de 1941. Posteriormente, desarrolló el cargo de último Alto Comisionado británico en Jerusalén.